# Synodontis robertsi
Synodontis robertsi (Синодонтіс Робертса) — вид риб з роду Synodontis родини Пір'явусі соми ряду сомоподібні. Названо на честь американського іхтіолога Тайсона Ройала Робертса.

## Опис
Загальна довжина сягає 10 см. Голова помірного розміру, з вузьким, зовнішнім виступом. Очі доволі великі. Є 3 пари вусів, з яких 1 пара на верхній щелепі є довгою. Рот широкий, нижній. Зуби на верхній щелепі є гострими і короткими. Тулуб присадкуватий, стиснутий з боків. Передній край першого променя спинного та грудних плавців з жорсткими колючками. Спинний плавець високий. Жировий плавець великий. Грудні плавці видовжені. Черевні плавці маленькі. Анальний плавець великий. Хвостовий плавець глибоко вирізано, з загостреними кінчиками лопатей, верхня лопать довша за нижню.
Забарвлення коричневе з білими або жовтими зігнутими лініями. Спина та жировий плавець вкрито великими чорними плямами неправильної форми, що дрібніші на голові. Черево білого кольору. Плавці прозорі з дрібними плямами коричневого забарвлення.

## Спосіб життя
Є бентопелагічною рибою. Зустрічається у річках з помірною течією з піщано-гальковим дном. Вдень ховається в різних укриттях. Активна вдень. Живиться личинками комах, водоростями, черевоногими та двостулковими молюсками, губками, ракоподібними, ікрою інших риб.

## Розповсюдження
Є ендеміком Демократичної республіки Конго. Мешкає у центральній частині басейну річки Конго.